# Eda (đô thị)
Đô thị Eda (tiếng Thụy Điển: Eda kommun) là một đô thị ở hạt Värmland phía tây trung bộ của Thụy Điển. Thủ phủ là thị xã Eda. sát biên giới với Na Uy, có trung tâm là thị trấn Charlottenberg. Sự kiện tái cấu trúc đô thị năm 1971 đã đánh dấu sự ra đời của đô thị Eda hiện tại, qua việc kết hợp Eda cũ với Köla và Järnskog.
Dân số thời điểm 31 tháng 12 năm 2000 là 8664 người.